# USS Tecumseh (SSBN-628)
USS Tecumseh (SSBN-628) – amerykański okręt podwodny o napędzie atomowym z okresu zimnej wojny typu James Madison, przenoszący pociski SLBM. Wszedł do służby w 1964 roku. Okręt nazwano imieniem indiańskiego wodza plemienia Szaunisów Tecumseha. Wycofany ze służby w 1993 roku.

## Historia
Kontrakt na budowę okrętu został przydzielony stoczni Electric Boat w Groton 20 lipca 1961 roku. Rozpoczęcie budowy okrętu nastąpiło 1 czerwca 1962 roku. Wodowanie miało miejsce 22 czerwca 1963 roku, wejście do służby 29 maja 1964 roku. Po wejściu do służby wykonał do 1969 roku 21 patroli na wodach Pacyfiku, bazując na Guam i Hawajach.
W 1970 roku na „Tecumsehu” wymieniono pociski Polaris na Poseidon. Po modernizacji i testach morskich, okręt ponownie rozpoczął patrole morskie w 1971 roku. Bazując w szkockiej bazie Holy Loch do 1976 roku wykonał na wodach Atlantyku 18 patroli morskich. W 1983 roku na okręcie wymieniono paliwo nuklearne. W 1992 roku z okrętu usunięto pociski balistyczne, co było przygotowaniem do wycofania ze służby, które nastąpiło 23 lipca 1993 roku. Złomowanie okrętu zakończyło się 1 kwietnia 1994 roku.